# Jo Jo White
Pour les articles homonymes, voir White.
Joseph Henry White, dit Jo Jo White, né le 16 novembre 1946 à Saint-Louis dans le Missouri et mort le 16 janvier 2018 à Boston d'une pneumonie, est un basketteur américain évoluant au poste d’arrière.
Il joue l'essentiel de sa carrière aux Celtics de Boston, club dans lequel il arrive après leur titre en 1969. Son fils Brian J. White a été joueur professionnel de football américain et de crosse avant de se lancer dans une carrière d'acteur. En 2015, il devient membre du Basketball Hall of Fame.

## Biographie

### Carrière universitaire
Jo Jo White joue dans l’équipe universitaire de basket-ball de l’Université du Kansas, disputant le tournoi NCAA et perdant contre Texas Western en finale régionale après une double prolongations. Il est élu à deux reprises All-America.

### Jeux olympiques 1968
Jo Jo White participe aux Jeux olympiques d'été de 1968 où il remporte une médaille d'or avec l’équipe des États-Unis qui termine le tournoi invaincu avec neuf victoires en neuf rencontres. En finale, les joueurs américains dominent la Yougoslavie sur le score de 65 à 50. Après avoir marqué 24 points contre les joueurs yougoslaves en phase de poule, Jo Jo White inscrit 14 unités lors de la finale.

### Carrière en NBA

#### Celtics de Boston
Après les Jeux olympiques, Jo Jo White est recruté par les Celtics de Boston à la neuvième place du premier tour de la Draft 1969 de la NBA. Red Auerbach sélectionne l'arrière shooteur du Kansas alors que les franchises pensent qu'il doit encore effectuer deux années dans l'armée. Mais Auerbach utilise ses relations pour que White ne rate que la préparation et les deux premiers matchs de la saison. La franchise vient de remporter son 11e titre en 13 ans mais perd Bill Russell et Sam Jones qui annoncent leur retraite respective.
Lors de la saison 1969-1970, les Celtics terminent pour la première fois avec un bilan négatif depuis la saison 1950-1951. le 28 janvier 1970, Jo Jo White réussit 12 de ses 22 tirs lors d'une victoire 112 à 100 contre Philadelphie. Il a plus de temps en fin d'année, et White fait ses preuves pour mener l’attaque lors de la saison suivante au poste de meneur et l’équipe retrouve un bilan positif. Jo Jo White termine la saison 1970-1971 avec plus de 21 points de moyenne, développant avec Don Chaney une relation d'arrières. Il est sélectionné pour disputer le All-Star Game, le premier des sept éditions que White dispute de suite entre 1971 et 1977. Il joue tous les 82 matchs des Celtics pendant cinq saisons consécutives au milieu des années 1970.
Tireur efficace, il participe à la conquête des titres de 1974 et 1976. Lors du sixième match des finales de 1974, il a l'occasion d'offrir le titre aux Celtics mais son tir au buzzer est légèrement trop court obligeant Boston à jouer un match décisif. Jo Jo White est nommé meilleur joueurs des finales 1976. Lors du cinquième match de cette finale 1976 contre les Suns de Phoenix, White termine meilleur marqueur du match avec 33 points, réussit 9 passes décisives et mène les Celtics à une victoire 128 à 126 après triple prolongations.
Le 9 avril 1982, son numéro 10 est retiré et une bannière est mise en son hommage dans la salle des Celtics de Boston avec le numéro 10 qu’il porte lors de sa carrière.

#### Fin de carrière en NBA à Golden State puis Kansas City
Les mauvais résultats de la franchise de Boston après son titre en 1976 oblige le club à reconstruire une nouvelle équipe, cela change le rôle de l'expérimenté Jo Jo White dans l'effectif des Celtics. Les dirigeants effectuent de nombreux mouvements de joueurs et notamment un échange concernant Jo Jo White contre un choix de draft. White part donc vers les Warriors de Golden State au cours de la saison 1978-1979 et n'a pas l'opportunité de finir sa carrière à Boston comme un grand nombre des meilleurs joueurs de la franchise. White passe ensuite par les Kings de Kansas City (futurs Kings de Sacramento).